# 쇼카
쇼카(正嘉, しょうか)는 일본의 연호(元号) 중 하나이다.
- 전후 : 고겐(康元) 이후 - 쇼겐(正元) 이전.
- 시기 : 1257년 ~ 1258년
- 천황 : 고후카쿠사 천황
- 쇼군 : 가마쿠라 막부의 무네타카 친왕
- 싯켄 : 호조 나가토키

## 개원(改元)
- 고겐 2년 3월 14일(율리우스력 1257년 3월 31일), 개원.
- 쇼카 3년 3월 26일(율리우스력 1259년 4월 20일), 쇼겐으로 개원된다.

## 출전
『예문유취』의 「採秦漢之舊儀，肇元正之嘉會。」

## 서력과의 대조표
| 쇼카 | 원년   | 2년    | 3년    |
| ---- | ------ | ------ | ------ |
| 서력 | 1257년 | 1258년 | 1259년 |
| 간지 | 정사   | 무오   | 기미   |

## 같이 보기
- 일본의 연호 일람

| 이전 고겐 | 일본의 연호 1257년 ~ 1259년 | 다음 쇼겐 |